# Thyreus (mytologie)
Thyreus (starořecky Θυρεύς, latinsky Thyreus) je v řecké mytologii syn kalydónskeho krále Oinea a jeho manželky Althaie.
Thyreus, syn Oinea a Althaie, je znám pouze z písemného záznamu antického autora Apollodora z Athén, který ještě uvádí, že měl bratry Meleagra,Toxea a Klymena a sestry Gorge a Déianeiru.